# Pretenders (álbum)
Pretenders es el álbum debut de la banda británico estadounidense de rock The Pretenders, lanzado en diciembre de 1979 en el Reino Unido, y en enero de 1980 en los Estados Unidos, y producido por Chris Thomas. Contiene los sencillos Stop Your Sobbing, Kid y Brass in Pocket, el disco contiene tanto temas de punk rock como de new wave, algo un tanto típico en las bandas americanas y británicas de finales de los años 70.
El álbum fue tan exitoso y tan elogiado por la crítica, que se considera uno de los mejores álbumes de la historia de la música, además de que hizo famoso a la banda. También es considerado como uno de los mejores debuts de la historia.
En el 2020 el álbum fue ubicado en el puesto 152 de los 500 mejores álbumes de todos los tiempos de la revista Rolling Stone, en la lista de los 80 mejores álbumes de 1980; y en los 1001 álbumes que hay que oír antes de morir, publicación reeditada en el 2018.

## Lista de canciones
Todas las canciones fueron escritas por Chrissie Hynde excepto donde se indique:

| Lado A |                                                      |          |  |
| N.º    | Título                                               | Duración |  |
| 1.     | «Precious»                                           | 3:36     |  |
| 2.     | «The Phone Call»                                     | 2:29     |  |
| 3.     | «Up The Neck»                                        | 4:27     |  |
| 4.     | «Tattooed Love Boys»                                 | 2:59     |  |
| 5.     | «Space Invader» (Pete Farndon, James Honeyman-Scott) | 3:26     |  |
| 6.     | «The Wait» (Hynde, Farndon)                          | 3:35     |  |
| 7.     | «Stop Your Sobbing» (Ray Davies)                     | 2:38     |  |

| Lado B |                                           |          |  |
| N.º    | Título                                    | Duración |  |
| 8.     | «Kid»                                     | 3:06     |  |
| 9.     | «Private Life»                            | 6:25     |  |
| 10.    | «Brass in Pocket» (Honeyman-Scott, Hynde) | 3:04     |  |
| 11.    | «Lovers of Today»                         | 5:51     |  |
| 12.    | «Mystery Achievement»                     | 5:23     |  |

### Reediciones
| Edición bonus, remasterizada en CD, 2006 |                                                                       |          |  |
| N.º                                      | Título                                                                | Duración |  |
| 1.                                       | «Cuban Slide» (Hynde, Honeyman-Scott)                                 | 4:43     |  |
| 2.                                       | «Porcelain»                                                           | 2:22     |  |
| 3.                                       | «The Phone Call» (Demo, late 1977)                                    | 2:22     |  |
| 4.                                       | «The Wait» (Regents Park Demo, April 1978)                            | 3:28     |  |
| 5.                                       | «I Can't Control Myself» (Reg Presley; Regents Park Demo, April 1978) | 4:24     |  |

1. "Swinging London" (Hynde, Honeyman-Scott, Farndon, Martin Chambers) – 1:55
2. "Brass in Pocket" (Honeyman-Scott, Hynde) – 3:48
  - AIR Studios demo, 6 de febrero de 1978
3. "Kid" – 4:04
  - Olympic Studios demo, 7 de diciembre de 1978
4. "Stop Your Sobbing" (Ray Davies) – 2:22
  - Regents Park demo, 12 de abril de 1978
5. "Tequila" – 5:22
  - Regents Park demo, 12 de abril de 1978
6. "Nervous but Shy" (Hynde, Honeyman-Scott, Farndon, Chambers) – 1:45
7. "I Need Somebody" (Rudy Martinez) – 4:04
  - Live on The Kid Jensen Show, BBC Radio 1, first transmission 17 de julio de 1979
8. "Mystery Achievement" – 4:54
  - Live on The Kid Jensen Show, BBC Radio 1, first transmission 17 de julio de 1979
9. "Precious" – 3:26
  - Live at the Paradise Theatre, Boston, 23 de marzo de 1980
10. "Tattooed Love Boys" – 3:06
  - Live at the Paradise Theatre, Boston, 23 de marzo de 1980
11. "Sabre Dance" (Aram Khachaturian) – 3:50
  - Live at the Marquee Club, Londres, 2 de abril de 1979